# Windows 9x
Se le llama Windows 9x a la familia de sistemas operativos Microsoft Windows que comprende las versiones de Windows basadas en MS-DOS de 32 bits: Windows 95 (en todas sus ediciones), Windows 98 (en todas sus ediciones) y Windows Me; las cuales fueron producidas en la década de 1990 y el año 2000. Todas las versiones antes mencionadas tienen un número de versión interna de la forma 4.x.

## Historia

### Windows 95

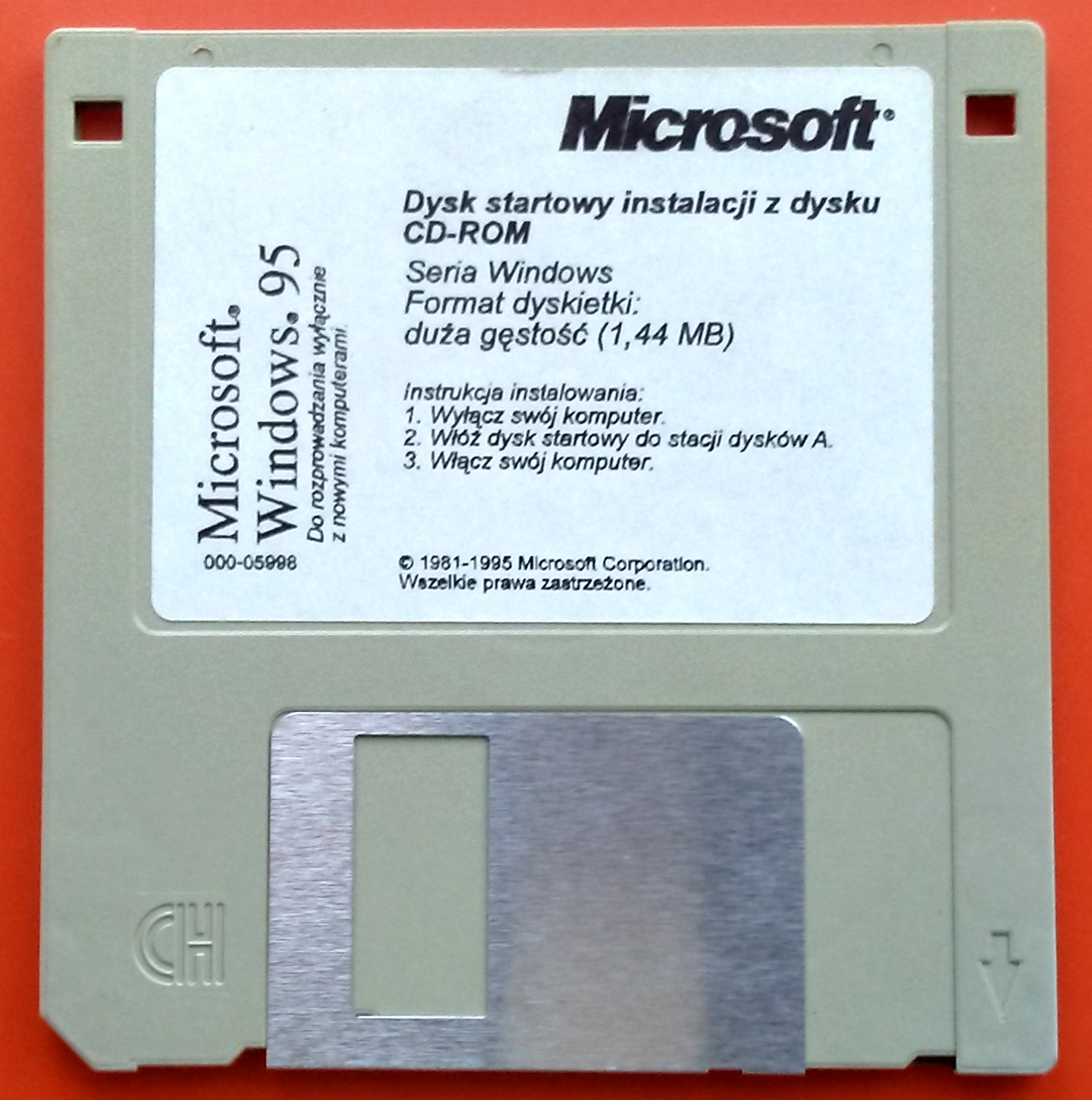
Disquete de instalación de Windows 95

Windows 95 fue lanzado al mercado el 24 de agosto de 1995 por Microsoft. En esta edición se introdujeron mejoras que eran muy significativas con respecto a sus antecesores entre los cuales se pueden mencionar los profundos cambios realizados a la interfaz gráfica de usuario de Windows, siendo completamente distinta a las de versiones anteriores, y el pasar de usar una arquitectura multitarea cooperativa de 16 bits a usar una arquitectura multitarea apropiativa de 32 bits.
Esta versión fue la primera en incluir la barra de tareas y el botón Inicio, los cuales se siguieron incluyendo en versiones posteriores de Windows, además de ser la primera versión en soportar la función de Plug and Play, y, solo en Japón, una de las últimas versiones para PC-9821.
El lanzamiento de Windows 95 estuvo acompañado por una extensa y millonaria campaña de marketing, logrando con ello obtener un gran éxito de ventas y convirtiéndose en uno de los sistemas operativos de escritorio más populares.

### Windows 98

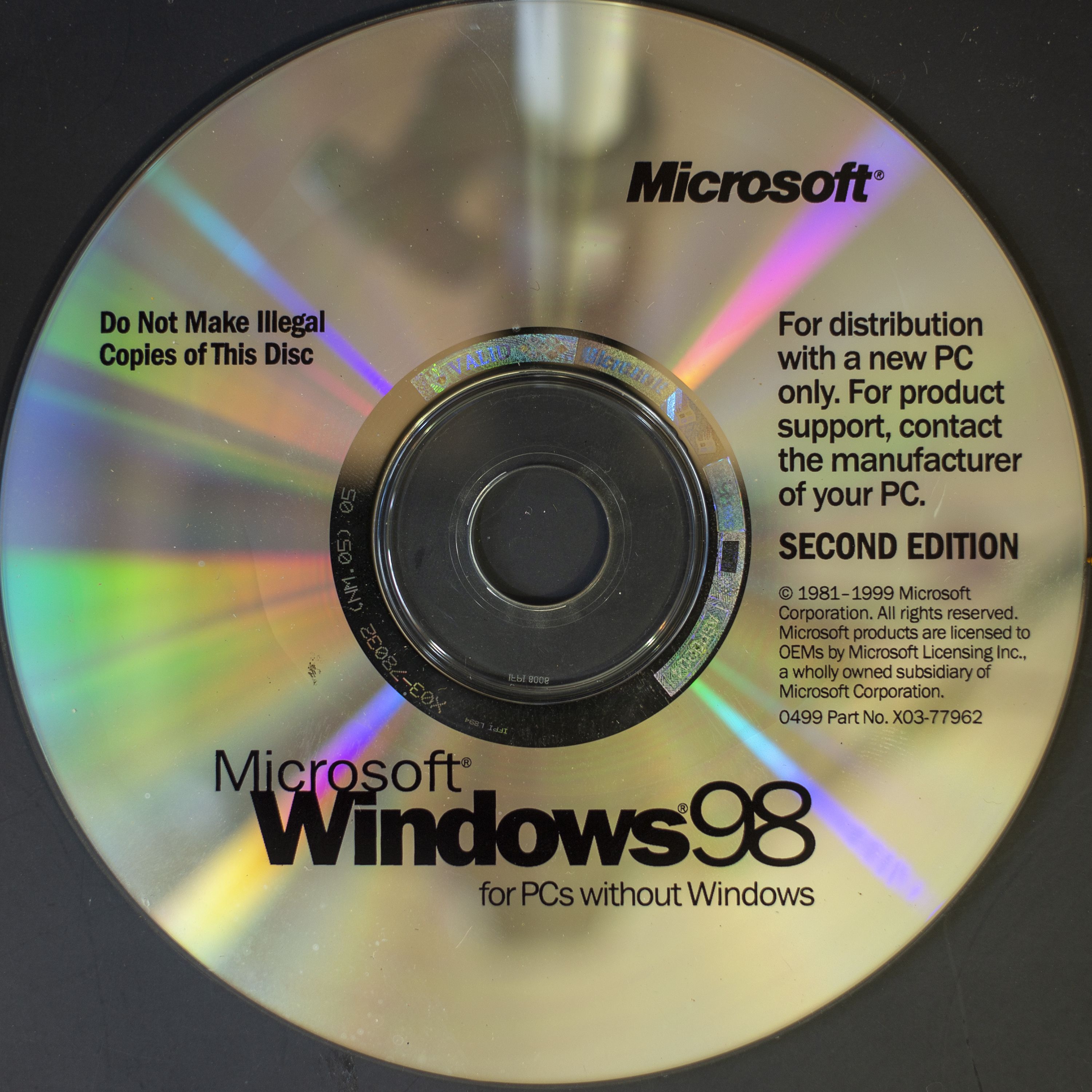
CD-ROM de instalación de Windows 98 SE (1999)

El 25 de junio de 1998 llegó Windows 98, que era una revisión mejor de Windows 95. Incluiría nuevos controladores de hardware (Windows Driver Model) y aunque el antiguo modelo (VxD) aún seguría siendo soportado el WDM se convertiría en el estándar a partir de Windows XP. También Incluye el sistema de archivos FAT32 que soportaría particiones mayores a los 2 GB permitidos por Windows 95. Esta edición fue una de las últimas para PC-9821.
En 1999 Microsoft sacó al mercado Windows 98 Segunda Edición, cuya característica más notable era la capacidad de compartir entre varios equipos una conexión a Internet a través de una sola línea telefónica y algunas mejoras al Windows 98 original.

### Windows ME
Windows Me, sucesor de Windows 98 en la familia Windows 9x y de Windows 2000 cronológicamente, fue puesto en el mercado como Home Edition cuando comparado con Windows 2000, que había sido lanzado siete meses antes. Incluyó Internet Explorer 5.5, Windows Media Player 7 y la aplicación Windows Movie Maker, que tiene como propósito la edición del vídeo con varias opciones básicas y fue diseñado para que fuera de gran facilidad de uso para usuarios caseros. Microsoft también puso al día la interfaz gráfica con algunas de las características que primero fueron introducidas en Windows 2000.
Windows Me no está construido bajo el núcleo de Windows NT puesto que fue utilizado solamente en los sistemas operativos profesionales de Microsoft hasta ese momento, a diferencia de Windows XP que sustituyó Windows Me un año después. Es una versión basada de la familia de Windows 9x como sus antecesores, pero con MS-DOS ejecutado en tiempo real pero muy restringido, para poder correr más rápido durante el arranque del sistema.
Comparado con otros lanzamientos, Windows Me tuvo un ciclo de vida muy corto y pronto fue sustituido por Windows XP, el primer sistema operativo de escritorio de Microsoft para usuarios domésticos basado en el núcleo de Windows NT que fue lanzado el 25 de octubre de 2001.

## Resumen
Al igual que la serie Windows 3.x, los sistemas operativos Windows 9x requieren del kernel de MS-DOS (IO.SYS) para arrancar. Además, el administrador de memoria de MS-DOS (HIMEM.SYS) es requerido cuando se ejecutan bajo el modo real (el llamado "Modo MS-DOS", donde no se inicia el GUI de Windows). WIN.COM es ejecutado para cargar la interfaz gráfica de usuario, pero a diferencia de los sistemas Windows 3.x, WIN.COM puede ser ejecutado automáticamente en el inicio del sistema, si el parámetro "BootGUI" del archivo MSDOS.SYS está configurado como "1". Durante este proceso, el CPU cambia desde el modo real al modo protegido, y varios controladores de dispositivo virtual son cargados. Esos VxDs permiten también a los sistemas Windows 9x interactuar directamente con los recursos de hardware, proporcionando varias funcionalidades de bajo Nivel como el Fastdisk y administración de memoria.

## Decaimiento
Con el lanzamiento de Windows 2000 marcó un cambio en la experiencia del usuario entre la serie Windows 9x y la serie Windows NT. Windows NT 4.0, aunque estaba basado en la interfaz de Windows 95, adolecía de falta de soporte para versiones USB, Plug and Play y DirectX posteriores a la 3.0, lo que impedía a sus usuarios jugar a juegos contemporáneos. Windows 2000, por otro lado, si bien estaba pensado principalmente para usuarios empresariales y de servidores, presentaba una interfaz de usuario actualizada y un mejor soporte para Plug and Play y USB, además de incluir soporte integrado para DirectX 7.0. El lanzamiento de Windows XP a fines de 2001 confirmó el cambio de dirección de Microsoft, uniendo los sistemas operativos de consumo y empresariales bajo Windows NT.
Después del lanzamiento de Windows XP, Microsoft dejó de vender versiones de Windows 9x a los usuarios finales (y más tarde a los fabricantes de equipos originales) a principios de la década de 2000. En marzo de 2004, era imposible comprar ninguna versión de la serie Windows 9x.

## Fin de soporte
Con el tiempo, el soporte para la serie Windows 9x finalizó. Windows 95 perdió su soporte general el 31 de diciembre de 2000, y el soporte extendido se eliminó de Windows 95 el 31 de diciembre de 2001 (que también finalizó el soporte para versiones anteriores de Windows anteriores a Windows 95 ese mismo día). El soporte general de Windows 98 y Windows 98 Segunda Edición finalizó el 30 de junio de 2002, y el soporte general para Windows Me finalizó el 31 de diciembre de 2003. Microsoft continuó brindando soporte a la serie Windows 9x hasta el 11 de julio de 2006, cuando finalizó el soporte extendido para Windows 98, Windows 98 Second Edition (SE) y Windows Millennium Edition (ME), 4 años después de que finalizara el soporte extendido para Windows 95 el 31 de diciembre de 2001.
Microsoft DirectX, un conjunto de API de juegos estándar, dejó de actualizarse en Windows 95 en la versión 8.0a. También dejó de actualizarse en Windows 98 y Me después del lanzamiento de Windows Vista en 2006, lo que convirtió a DirectX 9.0c en la última versión de DirectX compatible con estos sistemas operativos.
Otros soportes tales como Microsoft Internet Explorer en todas las versiones de Windows 9x también ha finalizado. Windows 95, Windows 98 y Windows Me perdieron los parches de seguridad para Internet Explorer cuando los respectivos sistemas operativos alcanzaron la fecha de fin de soporte. Internet Explorer 5.5 con Service Pack 2 es la última versión de Internet Explorer compatible con Windows 95, mientras que Internet Explorer 6 con Service Pack 1 es la última versión compatible con las versiones posteriores de Windows 9x (es decir, 98 y ME). Si bien Internet Explorer 6 para Windows XP recibió parches de seguridad hasta que perdió el soporte, no fue así con IE6 para Windows 98 y ME. Debido a su antigüedad, Internet Explorer 7, la primera actualización importante de Internet Explorer 6 en media década, sólo estuvo disponible para Windows XP Service Pack 2 y Windows Vista.
El sitio web de Windows Update siguió estando disponible para Windows 98, Windows 98 SE y Windows ME después de su fecha de finalización de soporte; sin embargo, durante 2011, Microsoft retiró el sitio web de Windows Update v4 y eliminó las actualizaciones para Windows 98, Windows 98 SE y Windows ME de sus servidores.
Finalmente Microsoft anunció en julio de 2019 que los servicios de Microsoft Internet Games en Windows ME (y XP) finalizarían el 31 de julio de 2019 (y para Windows 7 el 22 de enero de 2020).

## En la cultura popular
La gran popularidad de la serie Windows 9x dio lugar a la creación de varios proyectos basados en la web en la década de 2010 que tenían como objetivo replicar la apariencia de Windows 9x (y, de hecho, de un sistema operativo real en su conjunto) en un solo navegador web.
Windows 93 (estilizado como "WINDOWS93" en el título) es un sitio de parodia basado en la web creado por dos músicos y programadores franceses que se hacen llamar jankenpopp y Zombectro. Diseñado para verse y sentirse como un sistema operativo real, también es una parodia de la serie Windows 9x. Presenta varias aplicaciones web que hacen referencia y presentan varios memes de Internet desde fines de la década de 1990 hasta principios de la década de 2000.
EmuOS es otro sitio web que pretende replicar la apariencia de Windows 9x en su totalidad, presentando 3 temas basados en todas las principales versiones de Windows 9x, desde Windows 95 hasta Windows ME. Fue creado por Emupedia, un sitio basado en la comunidad de preservación de videojuegos e historia de la computadora, y fue diseñado para ejecutar juegos y aplicaciones retro dentro de un navegador web. El sitio de parodia de Windows 93 mencionado anteriormente también aparece.
Windows 98 se ha recreado en formato web bajo el nombre 98.js (también conocido como Windows 98 Online). Incluye versiones web de varias aplicaciones clásicas de Windows.